# Descurainia bourgaeana
Espèce
Synonymes
- Descurainia bourgaeana[2]
- Descurainia bourgeauana (E.Fourn.) O.E.Schulz (préféré par NCBI)[2]
- Hesperis bourgaeana (E.Fourn.) Kuntze[1]
- Sisymbrium bourgaeanum E.Fourn.[1]

Descurainia bourgaeana est une espèce de plantes à fleurs appartenant à la famille des Brassicacées. Elle est endémique des îles Canaries (écorégion terrestre du WWF des forêts et forêts claires arides des îles Canaries) et plus précisément des zones d'altitude de La Palma et Tenerife. Elle y forme des buissons atteignant jusqu'à un mètre dont les fleurs ont une couleur jaune intense.